# 橋本泰由
橋本 泰由（はしもと やすよし、1977年4月13日 - ）は、和歌山県日高郡出身の元プロ野球選手（投手）。

## 来歴・人物
小学校から日高高校までは1年上に大久保勝信がいた。以降はエースを務めた。
高校卒業後、大阪体育大学へ進学し硬式野球部に入部。大学時代は1学年先輩の上原浩治がエースを務めていたため、控え投手であった。阪神大学リーグ通算18試合に登板し9勝6敗。1999年秋季のリーグ戦では5勝を挙げて敢闘賞を受賞する。
大学卒業後、就職予定だった大和銀行が野球部の廃部を発表したため、内定取り消しとなる。中学校で体育の講師を務める傍ら、地元の社会人野球・クラブチームの箕島球友会でプレーを続けた。
2001年、プロ野球ドラフト会議でオリックス・ブルーウェーブから15巡目の指名を受け契約金ゼロで入団した。ファームで先発ローテーション入りして3勝10敗。だが故障の影響もあり、1軍登板の無いまま2003年に自由契約となった。
オリックス退団後は箕島球友会に復帰し、選手、コーチを務めた。大リーグのテストを受験するなどしたが、2009年に引退した。引退後はスポーツ店に勤務している。

## 詳細情報

### 年度別投手成績
- 一軍公式戦出場なし

### 背番号
- 66 （2002年 - 2003年）